# 문경소방서
문경소방서(聞慶消防署, Mungyeong Fire Station)는 경상북도 문경시를 관할하는 경상북도 소방본부 산하의 소방서이다.
소방서장은 소방정으로 보한다.

## 연혁
- 1985년 12월 13일: 점촌소방서 개서
- 1995년 3월 2일: 문경소방서로 변경
- 1999년 12월: 흥덕동으로 이전
- 2019년 6월: 예천소방서 분리

## 조직
| - 소방행정과 - 소방행정팀 - 예산장비팀 | - 예방안전과 - 예방홍보팀 - 시설지도팀 | - 대응구조구급과 - 대응총괄팀 - 구조구급팀 - 대응1·2·3팀 |

## 관할센터 및 관할구역
문경소방서는 4개의 119안전센터와 1개의 구조구급센터를 산하에 두고 있다.
| 명칭            | 사진 | 주소                     | 관할구역                                                    | 지역대                      |
| --------------- | ---- | ------------------------ | ----------------------------------------------------------- | --------------------------- |
| 점촌119안전센터 |      | 문경시 중앙로 305        | 문경시 점촌 1·2·3동, 영순면, 산양면, 호계면, 산북면, 동로면 | 산북119지역대 동로119지역대 |
| 모전119안전센터 |      | 문경시 모전동 524-1      | 문경시 점촌 4·5동                                           |                             |
| 문경119안전센터 |      | 문경시 문경읍 새재로 501 | 문경시 문경읍, 마성면                                       |                             |
| 가은119안전센터 |      | 문경시 가은읍 가은로 126 | 문경시 가은읍, 농암면                                       |                             |
| 119구조구급센터 |      | 문경시 중앙로 305        | 문경시 일원                                                 |                             |

## 같이 보기
- 대한민국 소방청
- 대한민국의 소방
- 소방관 계급